# کوه کایوش
کوه کایوش (به انگلیسی: Cayoosh Mountain) یک کوه در کانادا است که در بریتیش کلمبیا واقع شده‌است. کوه کایوش ۲٬۵۶۱ متر بالاتر از سطح دریا واقع شده‌است.